# Sineugraphe rhytidoprocta
Sineugraphe rhytidoprocta là một loài bướm đêm trong họ Noctuidae.